# Solar Opposites
Solar Opposites è una serie animata statunitense creata da Justin Roiland e Mike McMahan.
La serie viene distribuita negli Stati Uniti su Hulu dall'8 maggio 2020, mentre in Italia è pubblicata dal 23 febbraio 2021 su Disney+ come Star Original.

## Trama
La serie segue le avventure di quattro alieni che, in fuga dal proprio pianeta in procinto di esplodere, si schiantano sulla Terra sopra una casa in vendita di un sobborgo americano. Divisi tra chi pensa che il nuovo mondo sia terribile o meraviglioso, Korvo e Yumyulack evidenziano l'inquinamento, il consumismo e le fragilità dell'uomo, mentre Terry e Jesse vanno d'accordo con gli umani e apprezzano la televisione e il cibo spazzatura. Mentre scoprono il loro nuovo mondo, la famiglia cerca di proteggere Pupa, un super computer vivente che un giorno si evolverà nella sua vera forma, li consumerà e terraformerà il pianeta.

## Episodi
| Stagione         | Episodi | Pubblicazione USA | Pubblicazione Italia |
| ---------------- | ------- | ----------------- | -------------------- |
| Prima stagione   | 8       | 2020              | 2021                 |
| Seconda stagione | 8+1     | 2021              | 2021                 |
| Terza stagione   | 11+1    | 2022              | 2022                 |
| Quarta stagione  | 11+1    | 2023-2024         | 2023-2024            |
| Quinta stagione  | 11      | 2024              | 2024                 |

## Personaggi e doppiatori

### Personaggi principali
- Korvo, voce originale di Justin Roiland (st. 1-3) e Dan Stevens (st. 4+), italiana di Franco Mannella (st. 1-3) e Gianfranco Miranda (st. 4+).
Uno scienziato alieno intelligente che odia la Terra, ansioso di riparare la loro astronave in modo da andarsene il prima possibile.
- Terry, voce originale di Thomas Middleditch, italiana di Nanni Baldini.
Il compagno ottimista e ingenuo di Korvo che ama stare sulla Terra ed è affascinato dalla cultura pop.
- Yumyulack, voce originale di Sean Giambrone, italiana di Riccardo Suarez.
Un replicante di Korvo che fa lo scienziato e si è autoproclamato cacciatore di taglie. Tende a rimpicciolire le persone che gli stanno antipatiche e in seguito aggiungerle al suo terrario (la "Bacheca").
- Jesse, voce originale di Mary Mack, italiana di Margherita De Risi.
Un replicante di Terry. È generalmente gentile e affabile, e desidera inserirsi nella società umana.

### Personaggi ricorrenti
- Pupa, voce originale di Saghan McMahon, italiana di Anna Laviola.
Un alieno neonato che un giorno si evolverà nella sua vera forma e ricostruirà il pianeta a immagine del mondo natale di Shlorp utilizzando i dati memorizzati nel suo DNA.
- Aisha, voce originale di Tiffany Haddish.
- Sig.ra Frankie, voce originale di Kari Wahlgren, italiana di Barbara De Bortoli.
- Preside Cooke, voce originale di Rob Schrab, italiana di Francesco De Francesco.
- Chris il Goobler rosso, voce originale di Justin Roiland.
- Cherie, voce originale di Christina Hendricks, italiana di Veronica Puccio.
- Tim Weekly, voce originale di Andy Daly, italiana di Emiliano Coltorti.
- Il Duca / Ringo, voce originale di Alfred Molina, italiana di Saverio Indrio.
- Halk Hogam, voce originale di Sterling K. Brown.
- Steven, voce originale di Rainn Wilson, italiana di Massimo Bitossi.
- Enrique, voce originale di Miguel Sandoval.
- Sonny, voce originale di Maurice LaMarche.
- Pedro, voce originale di Andrew Matarazzo.
- Nova, voce originale di Kari Wahlgren.
- Vanbo, voce originale di Jason Mantzoukas, italiana di Roberto Stocchi.
- Lydia, voce originale di Gideon Adlon, italiana di Eva Padoan.
- Funbucket, voce originale di Rob Schrab, italiana di Ivan Andreani.
- Ruth, voce originale di June Squibb, italiana di Graziella Polesinanti.
- Nanobot Man, voce originale di Alan Tudyk, italiana di Simone Crisari.

## Produzione

### Sviluppo
Il 28 agosto 2018, è stato annunciato che Hulu aveva dato inizio alla produzione della serie per due stagioni da otto episodi ciascuna. La serie è stata creata da Justin Roiland (co-creatore di Rick and Morty) e Mike McMahan, che avrebbero dovuto servire anche come produttori esecutivi. La serie è stata presentata in anteprima l'8 maggio 2020. Il 18 giugno 2020 la serie è stata rinnovata per una terza stagione inizialmente composta da 12 episodi, quattro in più rispetto alle prime due stagioni. Il 22 giugno 2021 è stata annunciata anche una quarta stagione, anch'essa da 12 episodi. Il 6 ottobre 2022 la serie viene rinnovata anche per una quinta stagione e successivamente per una sesta.

### Cast
Quando la serie è stata ufficialmente ordinata è stato confermato che Justin Roiland, Sean Giambrone e Mary Mack avrebbero doppiato i protagonisti della serie. Dopo la rimozione di Roiland dallo show, il suo ruolo è stato affidato a Dan Stevens.

## Distribuzione
La prima stagione della serie viene resa disponibile negli Stati Uniti sulla piattaforma streaming Hulu a partire dall'8 maggio 2020.
Dal 26 marzo 2021 viene resa disponibile, sempre su Hulu, la seconda stagione composta, come la prima, da 8 episodi.
Il 22 novembre 2021 viene pubblicato lo speciale natalizio come nona puntata della seconda stagione. La terza stagione è stata trasmessa il 13 luglio 2022, mentre una quarta è stata interamente distribuita il 14 agosto 2023. Il 5 febbraio 2024 viene pubblicato un episodio speciale di San Valentino. La quinta stagione è stata interamente distribuita il 12 agosto 2024. Al termine del 2024 verrà pubblicato un episodio speciale di Halloween.

### Distribuzione in Italia
A gennaio 2021 viene annunciato che la serie sarebbe arrivata su Disney+ come Star Original dal 23 febbraio successivo. Il 13 febbraio 2021 viene pubblicato il primo trailer italiano della serie. La seconda stagione è stata distribuita ogni venerdì a partire dall'11 giugno 2021. La terza è stata interamente pubblicata il 2 novembre 2022, mentre la quarta il 1º novembre 2023. La quinta è stata interamente pubblicata il 12 agosto 2024, solamente in versione sottotitolata.